# Crypsis ambigua
Crypsis ambigua là một loài thực vật có hoa trong họ Hòa thảo. Loài này được (Boiss.) J.W.Lorch mô tả khoa học đầu tiên năm 1962.